# توقلاجيق تبة
توقلاجيق تبة (بالفارسية: توقلاجیق‌تپه) هي قرية تقع في غلستان في إيران. يقدر عدد سكانها بـ 564 نسمة بحسب إحصاء 2016.